# Skatviksgrottorna
Skatviksgrottorna är ett naturreservat i Hällefors kommun i Örebro län.
Området är naturskyddat sedan 2003 och är 1 hektar stort. Reservatet består av ett par grottliknande kalkformationer, strax intill Björskogsnäs.